# Volvo Titan
De Volvo Titan, oftewel de L395-, L495- en de N88-serie, is een serie vrachtauto's, geproduceerd door de Zweedse automaker Volvo tussen 1951 en 1973.

## L395 en L495
In de herfst van 1951 introduceerde Volvo zijn grootste vrachtwagen tot dan toe, de L395 Titan. De wagen had een laadvermogen vanaf 10 ton. De oorspronkelijke VDF-motor werd in 1953 vervangen door de verbeterde D96-motor. Het jaar daarop werd de eerste versie met turbodiesel aangeboden. In 1956 werd de vrachtwagen uitgevoerd met luchtremmen.
In 1959 introduceerde Volvo de verbeterde L495 Titan. Vanaf 1964 leverde Volvo de L4951 Titan Tiptop, een vrachtwagen met een kantelbare cabine volgens het frontstuur principe, in tegenstelling tot het torpedofront.

## N88
In 1965 kondigde Volvo een totale opfrisbeurt voor zijn vrachtwagenmodellen aan, het project System 8. De Titan werd opgevolgd door de nieuwe N88. Deze nieuwe vrachtwagen behield wel de cabine van de Titan, maar kreeg een nieuwe motor, een nieuwe acht-versnellingsbak en een versterkt chassis en wielophanging. Deze wagen is weer opgevolgd door de frontstuur F88.

## Motoren
Alle modellen worden aangedreven door een zescilinder kopklep lijnmotor met een cilinderinhoud van 9602 cc.
| Model         | Jaren     | Motor | Vermogen   | Brandstofsysteem |
| ------------- | --------- | ----- | ---------- | ---------------- |
| L395          | 1951/1952 | VDF   | 150 pk     | Dieselmotor      |
| L395 en L495* | 1953–1965 | D96   | 150 pk     | Dieselmotor      |
| L395 en L495* | 1954–1965 | TD96  | 185 pk     | Turbodiesel      |
| N88           | 1965–1973 | D100  | 165–200 pk | Dieselmotor      |
| N88           | 1965–1973 | TD100 | 260 pk     | Turbodiesel      |

*) Vanaf 1959.

## Galerij

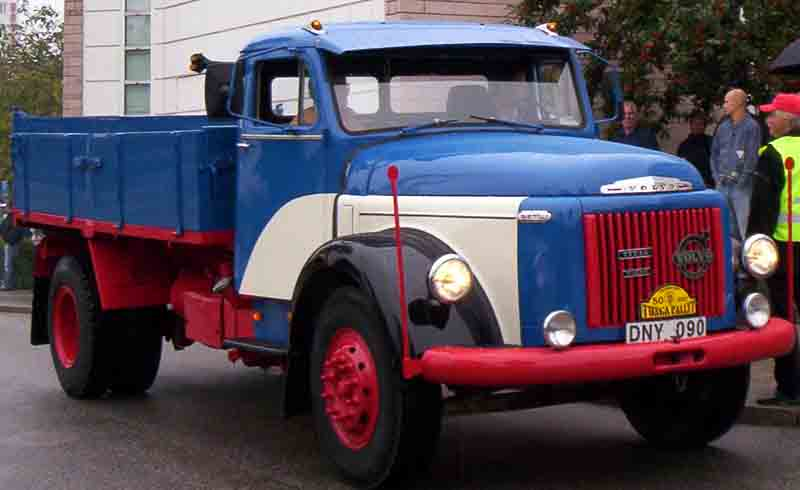
Volvo L49506, 1960
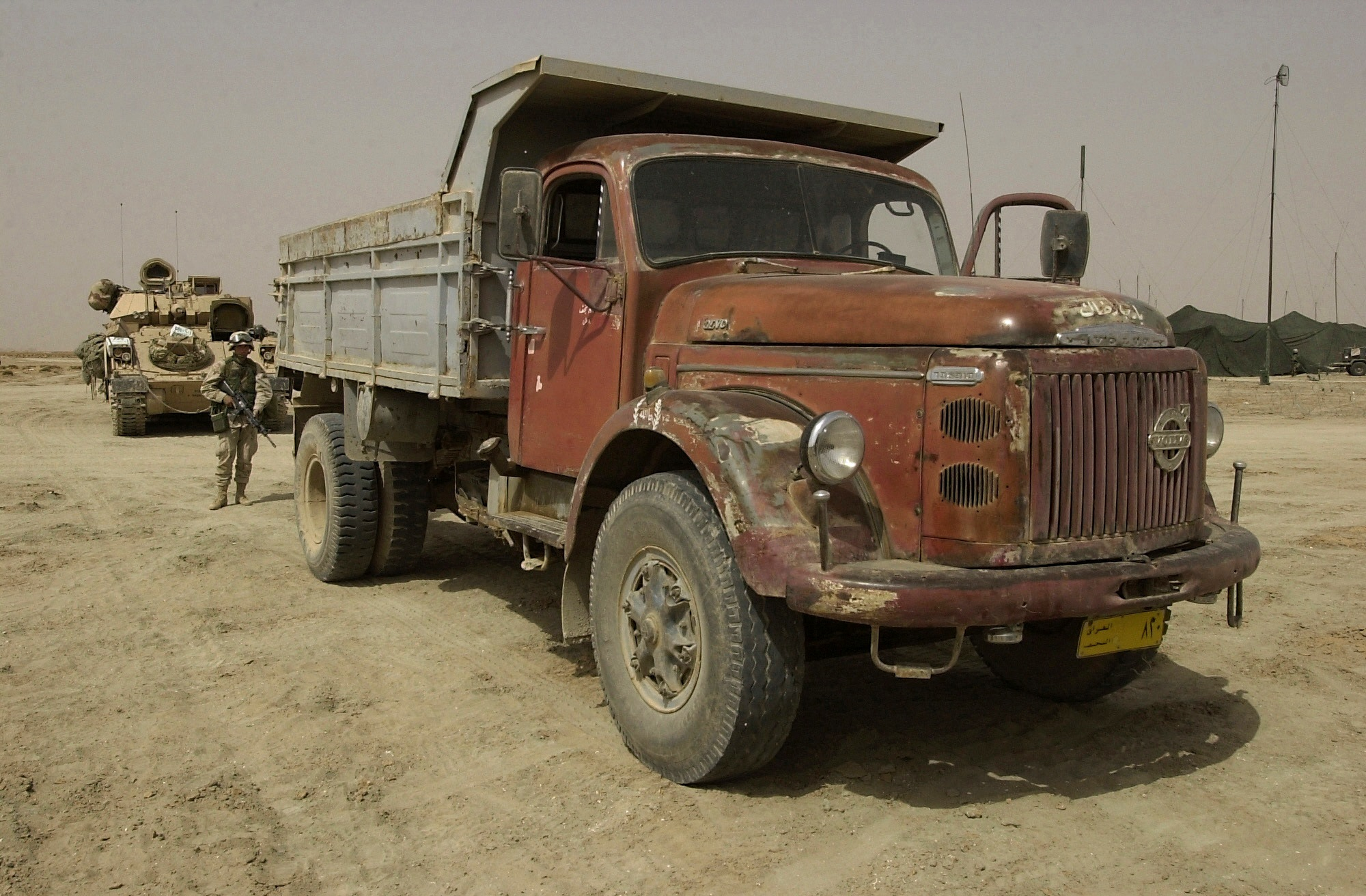
Oude Titan in Irak, foto 2003
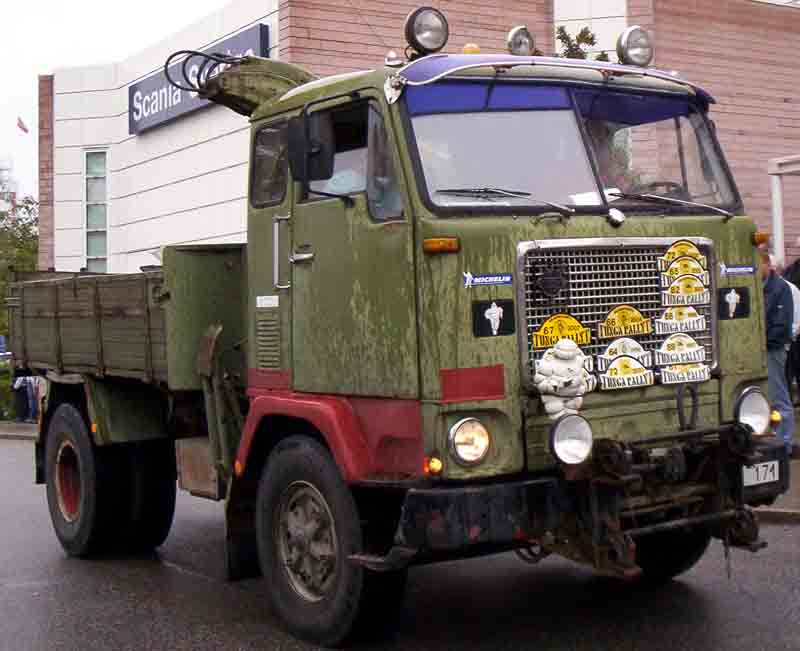
Volvo L4951 Tiptop (F88), 1965
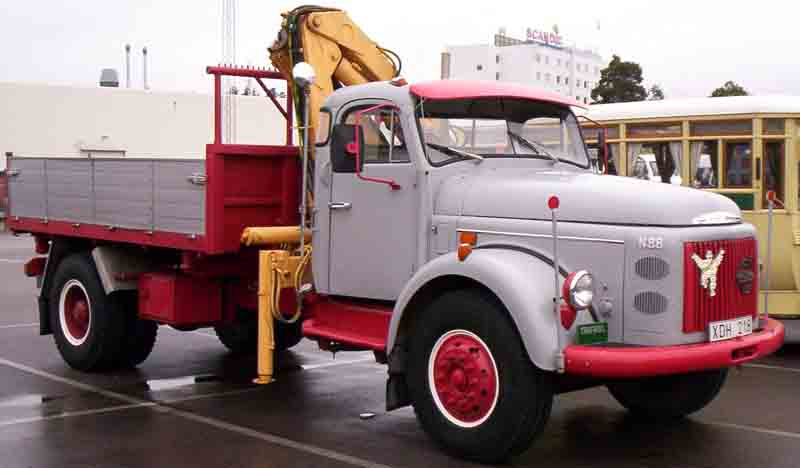
Volvo N88, 1973